# العرامة (مذيخرة)

تعديل مصدري - تعديل

العرامة محلة تابعة لقرية الحمادي، التابعة لعزلة الاشعوب بمديرية مذيخرة إحدى مديريات محافظة إب في الجمهورية اليمنية، بلغ تعداد سكانها 191 حسب تعداد اليمن لعام 2004.